# Lista odcinków Epic Rap Battles of History
Epic Rap Battles of History – seria internetowa publikowana na YouTube i tworzona przez Petera „Nice Peter” Shukoffa oraz Lloyda „EpicLLOYD” Ahlquista. Pierwszy odcinek, John Lennon vs. Bill O’Reilly, został opublikowany 26 września 2010. Wszystkie odcinki sezonu pierwszego były publikowane na osobistym kanale Shukoffa. Po tym jak seria odniosła sukces, twórcy zawarli umowę z Maker Studios i stworzyli dwa oficjalne kanały poświęcone serii. ERB zawiera ukończone odcinki, a ERB2 materiały dodatkowe. Od 9 grudnia 2018 kanał ERB subskrybuje ponad 14,3 milionów osób. Sami twórcy szacują, że każdy ich odcinek ogląda średnio 30 milionów osób. W odcinkach oprócz regularnej obsady wystąpili między innymi Weird Al Yankovic, Snoop Dogg, T-Pain, Keegan-Michael Key i Jordan Peele, Rhett & Link, George Watsky i DeStorm Power.

## Sezony
| Sezon | Sezon             | Liczba odcinków   | Data emisji             | Data emisji             |
| Sezon | Sezon             | Liczba odcinków   | Data pierwszego odcinka | Data ostatniego odcinka |
| ----- | ----------------- | ----------------- | ----------------------- | ----------------------- |
|       | 1                 | 15                | 26 września 2010        | 18 listopada 2011       |
|       | 2                 | 18                | 8 grudnia 2011          | 22 kwietnia 2013        |
|       | 3                 | 12                | 7 października 2013     | 14 lipca 2014           |
|       | 4                 | 12                | 10 listopada 2014       | 3 sierpnia 2015         |
|       | Dodatkowy odcinek | Dodatkowy odcinek | 16 grudnia 2015         | 16 grudnia 2015         |
|       | 5                 | 12                | 2 maja 2016             | 9 stycznia 2017         |
|       | Dodatkowy odcinek | Dodatkowy odcinek | 7 grudnia 2018          | 7 grudnia 2018          |
|       | 6                 | 4                 | 20 kwietnia 2019        | ?                       |

## Odcinki

### Sezon 1 (2010–2011)
Wszystkie odcinki pierwszego sezonu były publikowane na oficjalnym kanale Petera Shukoffa, Nice Peter.
| № | #  | Tytuł                                   | Czas trwania | Reżyseria   | Scenariusz                                                                                        | Premiera             | Link |
| --- | -- | --------------------------------------- | ------------ | ----------- | ------------------------------------------------------------------------------------------------- | -------------------- | ---- |
| 1 | 1  | John Lennon V Bill O’Reilly             | 1:36         | Dave McCary | Lloyd Ahlquist, Peter Shukoff                                                                     | 26 września 2010     | Link |
| Pojedynek między Johnem Lennonem – zmarłym angielskim piosenkarzem, członkiem zespołu The Beatles i popularyzatorem idei ruchu hippisowskiego – a Billem O’Reillym – amerykańskim dziennikarzem związanym w przeszłości z telewizją Fox News i Partią Republikańską. Obsada: Nice Peter jako John Lennon; EpicLLOYD jako Bill O’Reilly |    |                                         |              |             |                                                                                                   |                      |      |
| 2 | 2  | Darth Vader vs Adolf Hitler             | 1:40         | Dave McCary | Lloyd Ahlquist, Peter Shukoff                                                                     | 10 listopada 2010    | Link |
| Pojedynek między Darthem Vaderem – fikcyjnym Mrocznym Lordem Sithów w świecie Gwiezdnych wojen – a Adolfem Hitlerem – nieżyjącym przywódcą III Rzeszy i Narodowosocjalistycznej Niemieckiej Partii Robotników. Pojedynek kończy się zamrożeniem Hitlera w bryle karbonitu. Obsada: Nice Peter jako Darth Vader; EpicLLOYD jako Adolf Hitler. |    |                                         |              |             |                                                                                                   |                      |      |
| 3 | 3  | Abe Lincoln VS Chuck Norris             | 2:07         | Dave McCary | Lloyd Ahlquist, Peter Shukoff                                                                     | 8 grudnia 2010       | Link |
| Pojedynek między Abrahamem Lincolnem – żyjącym w XIX wieku prezydentem Stanów Zjednoczonych znanym ze zniesienia niewolnictwa – a Chuckiem Norrisem – amerykańskim aktorem i sześciokrotnym mistrzem świata w karate. Obsada: Nice Peter jako Abraham Lincoln; EpicLLOYD jako Chuck Norris. |    |                                         |              |             |                                                                                                   |                      |      |
| 4 | 4  | Sarah Palin VS Lady Gaga                | 2:25         | Dave McCary | Lloyd Ahlquist, Peter Shukoff                                                                     | 12 stycznia 2011     | Link |
| Pojedynek między Sarą Palin – amerykańską polityk z Partią Republikańską, byłą gubernator Alaski i byłą oficjalną kandydatką na stanowisko wiceprezydenta Stanów Zjednoczonych – a Lady Gagą – amerykańską muzyczką i gwiazdą popu. Obsada: Lisa Nova jako Sarah Palin; Nice Peter jako Lady Gaga. Występy cameo: EpicLLOYD jako John McCain. |    |                                         |              |             |                                                                                                   |                      |      |
| 5 | 5  | Hulk Hogan and Macho Man VS Kim Jong-il | 2:38         | Dave McCary | Lloyd Ahlquist, Peter Shukoff                                                                     | 2 lutego 2011        | Link |
| Odcinek zaczyna się jako pojedynek między przywódcą Korei Północnej Kim Dzong Ilem, a amerykańskim wrestlerem Hulkiem Hoganem. W trakcie pojedynku Kim Dzong Il powala Hogana pociskiem wystrzelonym z wyrzutni rakietowej. Od tego momentu Hogana w pojedynku zastępuje inny amerykański wrestler Macho Man. Obsada: Timothy Delaghetto jako Kim Dzong Il; Nice Peter jako Hulk Hogan; EpicLLOYD jako Macho Man.                                                                                                  |    |                                         |              |             |                                                                                                   |                      |      |
| 6 | 6  | Justin Bieber vs Beethoven              | 2:28         | Dave McCary | Lloyd Ahlquist, Peter Shukoff                                                                     | 2 marca 2011         | Link |
| Pojedynek między kanadyjskim piosenkarzem popowym Justinem Bieberem, a niemieckim kompozytorem z epoki romantyzmu Ludwigiem van Beethovenem. Obsada: Alex Farnham jako Justin Bieber; Nice Peter jako Ludwig Van Beethoven Występy cameo: EpicLLOYD jako Johann Sebastian Bach. |    |                                         |              |             |                                                                                                   |                      |      |
| 7 | 7  | Einstein vs Stephen Hawking             | 2:35         | Dave McCary | Lloyd Ahlquist, Peter Shukoff, Dante Cimadamore, Joe Felice, Phil Haney                           | 30 marca 2011        | Link |
| Pojedynek między zmarłym niemieckim laureatem nagrody Noble w dziedzinie fizyki Albertem Einsteinem, a angielskim astrofizykiem, kosmologiem i fizykiem teoretycznym Stephenem Hawkingiem. Obsada: Zach Sherwin jako Albert Einstein; Nice Peter jako Stephen Hawking Występy cameo: EpicLLOYD jako Carl Sagan. |    |                                         |              |             |                                                                                                   |                      |      |
| 8 | 8  | Genghis Khan vs Easter Bunny            | 1:56         | Dave McCary | Lloyd Ahlquist, Peter Shukoff                                                                     | 20 kwietnia 2011     | Link |
| Pojedynek między Czyngis-chanem – żyjącym w XII i XIII wieku i często utożsamianym z wyjątkową brutalnością przywódcą Imperium Mongolskiego – a Zającem wielkanocnym – utożsamianym z pacyfizmem świeckim symbolem święta Wielkanocy. Obsada: EpicLLOYD jako Czyngis-chan; Nice Peter jako Zając wielkanocny Występy cameo: Dante Cimadamore jako Jesus Quintana; Aaron Zaragoza jako Jezus Chrystus; Kurt jako mężczyzna o imieniu Jezus, Jonathan Na jako potomkowie Czyngis-chana                               |    |                                         |              |             |                                                                                                   |                      |      |
| 9 | 9  | Napoleon vs Napoleon                    | 2:18         | Dave McCary | Lloyd Ahlquist, Peter Shukoff, Dante Cimadamore                                                   | 18 maja 2011         | Link |
| Pojedynek między dziewiętnastowiecznym cesarzem I Cesarstwa Francuskiego Napoleonem Bonaparte, a głównym i tytułowym bohaterem amerykańskiego filmu Napoleon Wybuchowiec. Obsada: EpicLLOYD jako Napoleon Bonaparte; Nice Peter jako Napoleon Wybuchowiec |    |                                         |              |             |                                                                                                   |                      |      |
| 10 | 10 | Billy Mays vs Ben Franklin              | 2:30         | Dave McCary | Lloyd Ahlquist, Peter Shukoff                                                                     | 23 czerwca 2011      | Link |
| Odcinek zaczyna się jako pojedynek między zmarłym amerykańskim sprzedawcą telewizyjnym Billym Maysem, a uczonym i jednym z ojców założycieli Stanów Zjednoczonych Benjaminem Franklinem. W trakcie pojedynku Mays umiera na zawał mięśnia sercowego. Od tego momentu zastępuje go izraelsko-amerykański sprzedawca telewizyjny i komik Vince Offer. Obsada: EpicLLOYD jako Benjamin Franklin; Colin J. Sweeney jako Billy Mays; Nice Peter jako Vince Offer Występy cameo: Patrick McIntyre jako George Washington |    |                                         |              |             |                                                                                                   |                      |      |
| 11 | 11 | Gandalf vs Dumbledore                   | 2:09         | Dave McCary | Lloyd Ahlquist, Peter Shukoff, Zach Sherwin, The Warp Zone (kanał)                                | 14 lipca 2011        | Link |
| Pojedynek popularnych potężnych fikcyjnych czarodziejów: Gandalf ze Śródziemia kontra Albus Dumbledore ze świata Harry’ego Pottera. Obsada: EpicLLOYD jako Gandalf; Nice Peter jako Albus Dumbledore Występy cameo: Pat McIntyre jako Gilderoy Lockhart |    |                                         |              |             |                                                                                                   |                      |      |
| 12 | 12 | Dr Seuss VS Shakespeare                 | 2:50         | Dave McCary | Lloyd Ahlquist, Peter Shukoff, Zach Sherwin, Greg Owens, George Watsky                            | 17 sierpnia 2011     | Link |
| Pojedynek między nieżyjącym amerykańskim autorem książek dla dzieci Dr. Seussem i angielskim poetą oraz dramaturgiem renesansowym Williamem Shakespeare’em. Przez cały odcinek Seuss nie odzywa się, ponieważ w rzeczywistości cierpiał na nowotwór szczęki. W jego imieniu rapują postacie z książki Kot Prot. Obsada: George Watsky jako William Shakespeare; Mickey Meyer jako Dr. Seuss; Nice Peter jako Kot Prot; EpicLLOYD jako Coś #1 i Coś #2                                                              |    |                                         |              |             |                                                                                                   |                      |      |
| 13 | 13 | Mr T vs Mr Rogers                       | 2:10         | Dave McCary | Lloyd Ahlquist, Peter Shukoff, Zach Sherwin, Jeff Durand, Lauren Flans, Greg Owens, DeStorm Power | 14 września 2011     | Link |
| Pojedynek między Mr. T – amerykańskim aktorem znanym z odgrywania silnych postaci – a Mr. Rogersem – nieżyjącym amerykańskim prezenterem telewizyjnym znanym głównie ze swojego autorskiego programu dla dzieci Mister Rogers’ Neighborhood. Obsada: DeStorm jako Mr. T; Nice Peter jako Mr Rogers Występy cameo: EpicLLOYD jako Hannibal, Murdoch, Faceman i Mr. Mcfeely |    |                                         |              |             |                                                                                                   |                      |      |
| 14 | 14 | Columbus vs Captain Kirk                | 2:27         | Dave McCary | Lloyd Ahlquist, Peter Shukoff, Zach Sherwin, Greg Owens                                           | 10 października 2011 | Link |
| Pojedynek między Krzysztofem Kolumbem – włoskim żeglarzem i odkrywcą Ameryki w XV wieku – a Jamesem T. Kirkiem – fikcyjnym odkrywcą i kapitanem statku kosmicznego ze Star Treka. Obsada: Nice Peter jako Krzysztof Kolumb; EpicLLOYD jako James T. Kirk Występy cameo: Omar Gharaibeh jako Spock, Jon Na jako Hikaru Sulu, Mary Gutfleisch jako kosmitka |    |                                         |              |             |                                                                                                   |                      |      |
| 15 | 15 | Nice Peter vs EpicLLOYD                 | 2:49         | Dave McCary | Lloyd Ahlquist, Peter Shukoff, Zach Sherwin, Greg Owens                                           | 18 listopada 2011    | Link |
| Odcinek zaczyna się jako pojedynek między twórcami serii Epic Rap Battles of History, Nice Peterem i EpicLLOYDem, którzy pod koniec decydują się zakończyć swoją działalność. Ich konflikt rozstrzyga Kassem G, który zaleca im utworzenie nowego kanału i nagranie drugiego sezonu serii. Obsada: Nice Peter jako on sam; EpicLLOYD jako on sam i Kassem G jako on sam |    |                                         |              |             |                                                                                                   |                      |      |

### Sezon 2 (2011–2013)
Od drugiego sezonu odcinki były publikowane na specjalnie w tym celu utworzonym oficjalnym kanale serii ERB.
| № | #  | Tytuł                            | Czas trwania | Reżyseria   | Scenariusz | Premiera             | Link |
| --- | -- | -------------------------------- | ------------ | ----------- | --- | -------------------- | ---- |
| 16 | 1  | Hitler vs Vader 2                | 2:41         | Dave McCary | Lloyd Ahlquist, Peter Shukoff, Zach Sherwin, Greg Owen                                                        | 8 grudnia 2011       | Link |
| Darth Vader uwalnia Adolfa Hitlera z karbonitu i wyzywa go na pojedynek rewanżowy. Po zakończeniu ich drugiego pojedynku Vader wrzuca Hitlera do dołu Rancora. Obsada: Nice Peter jako Darth Vader; EpicLLOYD jako Adolf Hitler Występy cameo: Morgan Christensen jako szturmowiec; Verona Blue jako Boushh |    |                                  |              |             | |                      |      |
| 17 | 2  | Master Chief vs Leonidas         | 2:11         | Dave McCary | Peter Shukoff, Lloyd Ahlquist, Zach Sherwin, The Warp Zone (kanał)                                            | 31 stycznia 2012     | Link |
| Pojedynek między Master Chiefem – fikcyjnym żołnierzem działającym w ramach programu SPARTAN z serii gier Halo – a starożytnym królem Sparty Leonidasem. Obsada: Nice Peter jako Master Chief; Jesse Wellens jako Leonidas I; EpicLLOYD jako Leonidas I (głos); Występy cameo: Jeana jako Gorgo; Gabe Michael i Dante Cimadamore jako Spartanie; EpicLLOYD jako sześcioletni syn Leonidasa |    |                                  |              |             | |                      |      |
| 18 | 3  | Mario Bros. vs. Wright Bros.     | 1:45         | Dave McCary | Peter Shukoff, Lloyd Ahlquist, Zach Sherwin                                                                   | 16 lutego 2012       | Link |
| Pojedynek między fikcyjnymi braćmi z japońskiej serii gier komputerowych Mario i Luigi, a nieżyjącymi amerykańskimi pionierami lotnictwa Braćmi Wright. Obsada: Rhett James McLaughlin jako Wilbur Wright; Link Neal jako Orville Wright; EpicLLOYD jako Mario; Nice Peter jako Luigi Występy cameo: Ceciley jako Księżniczka Peach |    |                                  |              |             | |                      |      |
| 19 | 4  | Michael Jackson VS Elvis Presley | 2:16         | Dave McCary | Peter Shukoff, Lloyd Ahlquist, Zach Sherwin, Lauren Flans                                                     | 2 kwietnia 2012      | Link |
| Pojedynek między nieżyjącym amerykańskim muzykiem Michaelem Jacksonem zwanym królem popu, a nieżyjącym amerykańskim muzykiem Elvisem Presleyem zwanym królem rock and rolla. Jackson zaczyna pojedynek jako dziecko, a kończy jako dorosły i po operacjach plastycznych, a Presley zaczyna jako młodzieniec, a kończy jako starszy i z nadwagą. Obsada: Bentley Green jako mały Michael Jackson; Nice Peter jako dorosły Michael Jackson; EpicLLOYD jako Elvis Presley Występy cameo: Bentley Green jako członkowie zespołu The Jackson 5 i Tootie Ramsey z serialu The Facts of Life |    |                                  |              |             | |                      |      |
| 20 | 5  | Cleopatra VS Marilyn Monroe      | 1:45         | Dave McCary | Peter Shukoff, Lloyd Ahlquist, Zach Sherwin, Lauren Flans                                                     | 7 maja 2012          | Link |
| Pojedynek między kobietami uznawanymi za symbole seksu: starożytną królową Egiptu Kleopatrą VII, a nieżyjącą amerykańską modelką i aktorką Marilyn Monroe. Obsada: Kimmy Gatewood jako Marilyn Monroe; Angela Trimbur jako Kleopatra VII Występy cameo: Kassem G jako on sam; Nice Peter jako John F. Kennedy; EpicLLOYD jako Marlon Brando |    |                                  |              |             | |                      |      |
| 21 | 6  | Steve Jobs vs Bill Gates         | 2:47         | Dave McCary | Peter Shukoff, Lloyd Ahlquist, Zach Sherwin, Lauren Flans                                                     | 14 czerwca 2012      | Link |
| Odcinek zaczyna się jako pojedynek między nieżyjącym amerykańskim założycielem i szefem Apple Inc. Steve’em Jobsem, a amerykańskim założycielem i szefem Microsoftu Billem Gatesem. W trakcie pojedynku Jobs znika, aby zacząć zarabiać dla Nieba. Gates obwieszcza swój triumf, ale wtedy do pojedynku przeciwko niemu przyłącza się HAL 9000 – fikcyjna sztuczna inteligencja z Odysei kosmicznej. Obsada: Nice Peter jako Steve Jobs i HAL 9000; EpicLLOYD jako Bill Gates |    |                                  |              |             | |                      |      |
| 22 | 7  | Frank Sinatra vs Freddie Mercury | 2:11         | Dave McCary | Peter Shukoff, Lloyd Ahlquist, Zach Sherwin, Mike Betette, Dante Cimadamore                                   | 1 października 2012  | Link |
| Pojedynek między nieżyjącym amerykańskim aktorem i piosenkarzem włoskiego pochodzenia Frankiem Sinatrą, a nieżyjącym brytyjskim głównym wokalistą zespołu rockowego Queen parskiego pochodzenia Freddiem Mercurym. Obsada: Nice Peter jako Freddie Mercury; EpicLLOYD jako Frank Sinatra; Występy cameo: Tay Zonday jako Sammy Davis Jr. |    |                                  |              |             | |                      |      |
| 23 | 8  | Barack Obama vs Mitt Romney      | 3:29         | Dave McCary | Peter Shukoff, Lloyd Ahlquist, Zach Sherwin, Mike Betette, Dante Cimadamore, Iman Crosson                     | 15 października 2012 | Link |
| Odcinek zaczyna się jako pojedynek między urzędującym prezydentem Stanów Zjednoczonych z Partii Demokratycznej Barackiem Obamą, a jego głównym przeciwnikiem w wyborach w 2012 roku Mittem Romneyem z Partii Republikańskiej. Gdy jednak ich pojedynek zaczyna nabierać coraz bardziej dziecinnego tonu pojawia się Abraham Lincoln, który krzyczy na obu kandydatów i wymierza im po policzku. Obsada: Alphacat jako Barack Obama; EpicLLOYD jako Mitt Romney; Nice Peter jako Abraham Lincoln |    |                                  |              |             | |                      |      |
| 24 | 9  | Doc Brown vs Doctor Who          | 2:22         | Dave McCary | Peter Shukoff, Lloyd Ahlquist, Zach Sherwin, Mike Betette, Dante Cimadamore, George Watsky                    | 29 października 2012 | Link |
| Odcinek zaczyna się jako pojedynek między fikcyjnymi podróżnikami w czasie: Doktorem Emmettem Brownem z Powrotu do przyszłości, a Dziesiątym Doktorem z Doktora Who. W trakcie pojedynku Brown wzywa Daleka, który zabija doktora. Ten jednak przemienia się w Czwartego Doktora, który kontynuuje starcie. Obsada: Nice Peter jako Dziesiąty Doktor; Zach Sherwin jako Doc Brown; George Watsky jako Czwarty Doktor; Występy cameo: EpicLLOYD jako Marty McFly |    |                                  |              |             | |                      |      |
| 25 | 10 | Bruce Lee vs Clint Eastwood      | 1:49         | Dave McCary | Peter Shukoff, Lloyd Ahlquist, Zach Sherwin, Mike Betette, Dante Cimadamore                                   | 12 listopada 2012    | Link |
| Pojedynek między nieżyjącym amerykańskim aktorem znanym z filmów sztuk walki Bruce’em Lee, a amerykańskim aktorem znanym z westernów Clintem Eastwoodem. Obsada: Mike Diva jako Bruce Lee; EpicLLOYD jako Clint Eastwood Występy cameo: Nice Peter jako kowboje; Xin Wuku jako ninja |    |                                  |              |             | |                      |      |
| 26 | 11 | Batman vs Sherlock Holmes        | 2:48         | Dave McCary | Peter Shukoff, Lloyd Ahlquist, Zach Sherwin, Mike Betette, Dante Cimadamore                                   | 27 listopada 2012    | Link |
| Pojedynek między fikcyjnymi postaciami zwanymi największymi detektywami na świecie: superbohaterem Batmanem wspieranym przez swojego pomocnika Robina, a detektywem Sherlockiem Holmesem wspieranym przez swojego pomocnika Doktora Watsona. Obsada: Nice Peter jako Batman; EpicLLOYD jako Robin; Zach Sherwin jako Sherlock Holmes; Kyle Mooney jako Doktor Watson |    |                                  |              |             | |                      |      |
| 27 | 12 | Moses vs. Santa Claus            | 2:19         | Dave McCary | Peter Shukoff, Lloyd Ahlquist, Zach Sherwin, Mike Betette, Dante Cimadamore, Snoop Lion                       | 10 grudnia 2012      | Link |
| Pojedynek między biblijnym świętym prorokiem i przywódcą Izraelitów w okresie ich wyjścia z Egiptu Mojżeszem, a świeckim symbolem świąt Bożego Narodzenia Świętym Mikołajem. Obsada: Snoop Lion jako Mojżesz; Nice Peter jako Święty Mikołaj; EpicLLOYD jako elfy Świętego Mikołaja |    |                                  |              |             | |                      |      |
| 28 | 13 | Adam vs Eve                      | 2:03         | Dave McCary | Peter Shukoff, Lloyd Ahlquist, Zach Sherwin, Mike Betette, Dante Cimadamore, Toby Herman, Juliet Seniff       | 11 lutego 2013       | Link |
| Pojedynek między biblijnymi postaciami i pierwszymi ludźmi na Ziemi Adamem i Ewą. Obsada: EpicLLOYD jako Adam; Jenna Marbles jako Ewa Występy cameo: Nice Peter jako Steve |    |                                  |              |             | |                      |      |
| 29 | 14 | Gandhi vs. Martin Luther King    | 1:38         | Dave McCary | Peter Shukoff, Lloyd Ahlquist, Zach Sherwin, Mike Betette, Dante Cimadamore, Keegan-Michael Key, Jordan Peele | 25 lutego 2013       | Link |
| Pojedynek między nieżyjącymi przywódcami ruchów biernego oporu: działaczem na rzecz praw Hindusów w Indiach Brytyjskich Mahatmą Gandhi, a działaczem na rzecz praw Afroamerykanów w Stanach Zjednoczonych Martinem Lutherem Kingiem Jr.. Obsada: Jordan Peele jako Dr. Martin Luther King Jr.; Keegan-Michael Key jako Mahatma Gandhi Występy cameo: Nikki Jenkins, Davina Friedlander, Ifechukude Nwadiwe, Rique Castilloveitia, Nic Parris, Clarence L. Gaines IV, Jose Mendoza, Donnie McMillin i EpicLLOYD jako ludzie podążający za Kingiem; Jose Molina, Dante Cimadamore, Rafael Serrano, Abisai Flores, Brian Fisher, Atul Singh i Nice Peter jako ludzie podążający za Gandhi'm |    |                                  |              |             | |                      |      |
| 30 | 15 | Nikola Tesla vs Thomas Edison    | 2:03         | Dave McCary | Peter Shukoff, Lloyd Ahlquist, Zach Sherwin, Mike Betette, Dante Cimadamore                                   | 11 marca 2013        | Link |
| Pojedynek między nieżyjącymi rywalizującymi ze sobą wynalazcami: Serbem Nikolą Teslą i Amerykaninem Thomasem Edisonem. Obsada: EpicLLOYD jako Thomas Edison; Dante Cimadamore jako Nikola Tesla; Nice Peter i Dante Cimadamore jako głos Nikoli Tesli |    |                                  |              |             | |                      |      |
| 31 | 16 | Babe Ruth vs Lance Armstrong     | 2:06         | Dave McCary | Peter Shukoff, Lloyd Ahlquist, Zach Sherwin, Mike Betette, Dante Cimadamore                                   | 25 marca 2013        | Link |
| Pojedynek między nieżyjącym amerykańskim baseballistą Babe’em Ruthem, a amerykańskim kolażem Lance’em Armstrongiem. Obsada: Nice Peter jako Lance Armstrong; EpicLLOYD jako Babe Ruth |    |                                  |              |             | |                      |      |
| 32 | 17 | Mozart vs Skrillex               | 2:06         | Dave McCary | Peter Shukoff, Lloyd Ahlquist, Zach Sherwin, Mike Betette, Dante Cimadamore                                   | 8 kwietnia 2013      | Link |
| Pojedynek między osiemnastowiecznym austriackim kompozytorem Wolfgangiem Amadeuszem Mozartem, a amerykańskim muzykiem dubstepowym Skrillexem. Obsada: Nice Peter jako Wolfgang Amadeus Mozart; EpicLLOYD jako Skrillex |    |                                  |              |             | |                      |      |
| 33 | 18 | Rasputin vs Stalin               | 3:37         | Dave McCary | Peter Shukoff, Lloyd Ahlquist, Zach Sherwin, Mike Betette, Dante Cimadamore                                   | 22 kwietnia 2013     | Link |
| Jest to odcinek poświęcony historycznym przywódcom Rosji i Związku Radzieckiego. Zaczyna się jako pojedynek między nieżyjącym faworytem rodziny cara Mikołaja II i jednym z najbardziej wpływowych ludzi w Cesarstwie Rosyjskim Grigorijem Rasputinem, a nieżyjącym dyktatorem Związku Radzieckiego Józefem Stalinem. Do pojedynku dołącza nieżyjący przywódca Rosji Radzieckiej Włodzimierz Lenin, który atakuje werbalnie obu uczestników. Później dołączają i atakują wszystkich kolejno ostatni przywódca Związku Radzieckiego Michaił Gorbaczow i urzędujący prezydent Federacji Rosyjskiej Władimir Putin. Obsada: Nice Peter jako Grigori Rasputin, Włodzimierz Lenin i Władimir Putin; EpicLLOYD jako Józef Stalin i Michaił Gorbaczow Występy cameo: PewDiePie jako Michaił Barysznikow |    |                                  |              |             | |                      |      |

### Sezon 3 (2013–2014)
| № | #  | Tytuł                                | Czas trwania | Reżyseria                   | Scenariusz                                                                   | Premiera             | Link |
| --- | -- | ------------------------------------ | ------------ | --------------------------- | ---------------------------------------------------------------------------- | -------------------- | ---- |
| 34 | 1  | Hitler vs Vader 3                    | 2:37         | Jackson Adams               | Lloyd Ahlquist, Peter Shukoff, Zach Sherwin                                  | 7 października 2013  | Link |
| Darth Vader chce dokonać egzekuzji Adolfa Hitlera wrzucając go do jamy Sarlacca, jednak Hitler uwalnia się i rozpoczyna kolejny pojedynek na freestyle przeciwko Vaderowi wspieranemu przez Boba Fetta. Pojedynek kończy się kiedy Vader ścina Hitlera mieczem świetlnym. Obsada: Nice Peter jako Darth Vader; EpicLLOYD jako Adolf Hitler; Atul Singh i Brian Neunhoffer jako Boba Fett; Ray William Johnson jako głos Boba Fetta Występy cameo: Nice Peter jako Abraham Lincoln i Stephen Hawking; Kassem G jako Lando Calrissian |    |                                      |              |                             |                                                                              |                      |      |
| 35 | 2  | Blackbeard vs Al Capone              | 2:38         | Jackson Adams               | Lloyd Ahlquist, Peter Shukoff, Zach Sherwin                                  | 21 października 2013 | Link |
| Odcinek promujący grę Assassin’s Creed IV: Black Flag. Jest to pojedynek pomiędzy nieżyjącym amerykańskim gangsterem pochodzenia włoskiego Alem Capone, a aktywnym na początku XVIII wieku piratem Czarnobrodym. W trakcie pojedynku piraci Czarnobrodego okradają magazyn Capone'a. W odwecie gangsterzy Capone'a wynajmują protagonistę gry Assassin’s Creed IV: Black Flag Edwarda Kenwaya aby rozprawił się z piratami. Obsada: Nice Peter jako Czarnobrody; EpicLLOYD jako Al Capone Występy cameo: Xin Wuku jako Edward Kenway; Shaun Lewin, Bryce Wissel i Donnie Davis jako piraci; Shaun Lewin, Yev Belilovsky i Dante Cimadamore jako gangsterzy |    |                                      |              |                             |                                                                              |                      |      |
| 36 | 3  | Miley Cyrus vs Joan of Arc           | 2:24         | Daniel Turcan               | Lloyd Ahlquist, Peter Shukoff, Zach Sherwin                                  | 4 listopada 2013     | Link |
| Pojedynek między wzbudzającą kontrowersje amerykańską aktorką i piosenkarką Miley Cyrus, a francuską bohaterką narodową i świętą katolicką Joanną d’Arc. Obsada: Michelle Glavan jako Miley Cyrus; Jessi Smiles jako Joanna d’Arc Występy cameo: Nice Peter jako Miley Stewart; EpicLLOYD jako Lilly Truscott |    |                                      |              |                             |                                                                              |                      |      |
| 37 | 4  | Bob Ross vs Pablo Picasso            | 2:24         | Daniel Turcan               | Lloyd Ahlquist, Peter Shukoff, Zach Sherwin                                  | 18 listopada 2013    | Link |
| Pojedynek między nieżyjącym amerykańskim malarzem i prowadzącym program The Joy of Painting Bobem Rossem, a nieżyjącym hiszpańskim malarzem, rzeźbiarzem, grafikiem oraz ceramikiem Pablo Picasso Obsada: Nice Peter jako Bob Ross; EpicLLOYD jako Pablo Picasso |    |                                      |              |                             |                                                                              |                      |      |
| 38 | 5  | Michael Jordan vs Muhammad Ali       | 2:35         | Daniel Turcan               | Lloyd Ahlquist, Peter Shukoff, Zach Sherwin                                  | 3 grudnia 2013       | Link |
| Pojedynek między amerykańskim koszykarzem NBA Michaelem Jordanem, a amerykańskim bokserem Muhammadem Ali. Obsada: Jordan Peele jako Muhammad Ali; Keegan-Michael Key jako Michael Jordan |    |                                      |              |                             |                                                                              |                      |      |
| 39 | 6  | Donald Trump vs Ebenezer Scrooge     | 3:25         | Peter Shukoff               | Lloyd Ahlquist, Peter Shukoff, Zach Sherwin                                  | 19 grudnia 2013      | Link |
| Odcinek jest adaptacją opowiadania Opowieść wigilijna. Jej główny bohater Ebenezer Scrooge zostaje obudzony przez ducha amerykańskiego przedsiębiorcy i prezesa The Trump Organization Donalda Trumpa, który uprzedza Scrooge’a, że zostanie nawiedzony przez trzy duchy, po czym znika. Scrooge dissuje Trumpa, ale potem zostaje odwiedzony przez Ducha minionych świąt Bożego Narodzenia, którym jest nieżyjący amerykański finansista i biznesmen John Pierpont Morgan. Po swojej zwrotce on też zostaje zdissowany przez Scrooge’a i znika. Następnie pojawia się Duch teraźniejszych świąt Bożego Narodzenia, którym jest amerykański raper, producent muzyczny oraz projektant mody Kanye West. Po jego zwrotce Scrooge zaczyna czuć wyrzuty sumienia. Ostatni pojawia się Duch przyszłych świąt Bożego Narodzenia, którym jest kostucha. Po jej zwrotce Scrooge postanawia zmienić swoje postępowanie. Obsada: Zach Sherwin jako Ebenezer Scrooge; Nice Peter jako Donald Trump i Duch przyszłych świąt Bożego Narodzenia; EpicLLOYD jako JP Morgan; DeStorm Power jako Kanye West Występy cameo: Kai i Naya Berman jako duchy dzieci |    |                                      |              |                             |                                                                              |                      |      |
| 40 | 7  | Rick Grimes vs Walter White          | 2:17         | Peter Shukoff; Mike Betette | Lloyd Ahlquist, Peter Shukoff, Zach Sherwin                                  | 5 maja 2014          | Link |
| Pojedynek między głównymi bohaterami popularnych seriali telewizyjnych: Rickiem Grimesem z Żywych Trupów i Walterem White’em z Breaking Bad. Obsada: Nice Peter jako Rick Grimes; EpicLLOYD jako Walter White Występy cameo: Amy Bury, Neil Blan, Ray Timmons i Tom Walsh jako zombie |    |                                      |              |                             |                                                                              |                      |      |
| 41 | 8  | Goku vs Superman                     | 1:48         | Peter Shukoff               | Lloyd Ahlquist, Peter Shukoff, Zach Sherwin                                  | 19 maja 2014         | Link |
| Pojedynek między fikcyjnymi postaciami znanymi ze swojej wyjątkowej siły fizycznej i nadludzkich mocy: Supermanem z Uniwersum DC i Goku z Dragon Balla. Obsada: EpicLLOYD jako Superman; Ray William Johnson jako Goku Występy cameo: Nice Peter jako Jimmy Olsen i Kulilin |    |                                      |              |                             |                                                                              |                      |      |
| 42 | 9  | Stephen King vs Edgar Allan Poe      | 2:24         | Peter Shukoff               | Lloyd Ahlquist, Peter Shukoff, Zach Sherwin, Dante Cimadamore, George Watsky | 2 czerwca 2014       | Link |
| Pojedynek między amerykańskimi pisarzami znanymi głównie z literatury grozy: Stephenem Kingiem i żyjącym w XIX wieku Edgarem Allanem Poe. Obsada: Zach Sherwin jako Stephen King; George Watsky jako Edgar Allan Poe |    |                                      |              |                             |                                                                              |                      |      |
| 43 | 10 | sir Isaac Newton vs Bill Nye         | 2:47         | Peter Shukoff               | Lloyd Ahlquist, Peter Shukoff, Zach Sherwin                                  | 16 czerwca 2014      | Link |
| Odcinek zaczyna się jako pojedynek między siedemnastowiecznym oraz osiemnastowiecznym angielskim fizykiem, matematykiem, astronomem, filozofem, historykiem, badaczem Biblii i alchemikiem sir Isaakiem Newtonem, a amerykańskim popularyzatorem nauki oraz prowadzącym program telewizyjny Bill Nye the Science Guy Billem Nye’em. Po drugiej zwrotce Newtona Nye’a zastępuje amerykański astrofizyk i popularyzator nauki Neil deGrasse Tyson. Obsada: Weird Al Yankovic jako Isaac Newton; Nice Peter jako Bill Nye; Chali 2na jako Neil deGrasse Tyson |    |                                      |              |                             |                                                                              |                      |      |
| 44 | 11 | George Washington vs William Wallace | 2:32         | Peter Shukoff               | Lloyd Ahlquist, Peter Shukoff, Zach Sherwin                                  | 30 czerwca 2014      | Link |
| Pojedynek między dowódcą wojny o niepodległość Stanów Zjednoczonych i pierwszym prezydentem Stanów Zjednoczonych George’em Washingtonem, a dowódcą szkockich wojowników w czasie I wojny o niepodległość Szkocji Williamem Wallace’em. Obsada: Nice Peter jako George Washington; EpicLLOYD jako William Wallace Występy cameo: Jack Zullo, Mike Elder i Jeff MacKinnon jako Amerykanie; Reynaldo Garnica, Seth Brown and Joey Greer jako Szkoci |    |                                      |              |                             |                                                                              |                      |      |
| 45 | 12 | Artists vs. TMNT                     | 2:14         | Peter Shukoff               | Lloyd Ahlquist, Peter Shukoff, Zach Sherwin                                  | 30 czerwca 2014      | Link |
| Włoscy renesansowi artystyści Leonardo da Vinci, Donatello, Michał Anioł i Rafael Santi pojedynkują się na freestyle przeciwko swoim imiennikom z fikcyjnej grupy superbohaterów zwanej Wojownicze Żółwie Ninja. Obsada: Link Neal jako Leonardo da Vinci; Rhett McLaughlin jako Donatello; Ian Hecox jako Michał Anioł; Anthony Padilla jako Rafael Santi; Xin Wuku jako Wojownicze Żółwie Ninja; Nice Peter i EpicLLOYD jako głosy Żółwi Ninja |    |                                      |              |                             |                                                                              |                      |      |

### Sezon 4 (2014–2015)
| № | #  | Tytuł                                        | Czas trwania | Reżyseria                   | Scenariusz                                                                    | Premiera          | Link |
| --- | -- | -------------------------------------------- | ------------ | --------------------------- | ----------------------------------------------------------------------------- | ----------------- | ---- |
| 46 | 1  | Ghostbusters vs Mythbusters                  | 2:27         | Peter Shukoff, Mike Betette | Lloyd Ahlquist, Peter Shukoff, Zach Sherwin                                   | 10 listopada 2014 | Link |
| Pojedynek między fikcyjnymi protagonistami z filmu Pogromcy duchów, a amerykańskimi prowadzącymi program popularnonaukowy Pogromcy mitów. Obsada: Nice Peter jako Jamie Hyneman; EpicLLOYD jako Adam Savage; Mary Doodles jako Kari Bryon; Chris Alvarado jako Tory Belleci; KRNFX jako Grant Imahara; Zach Sherwin jako Egon Spengler; Walter Downing jako Winston Zeddemore; Chris Gorbos jako Peter Venkman; Mark Douglas jako Raymond Stantz; Taylor Cu jako Piankowy marynarz; EpicLLOYD jako głos Pankowego marynarza Występy cameo: Dodger jako Janine Melnitz |    |                                              |              |                             |                                                                               |                   |      |
| 47 | 2  | Romeo and Juliet vs Bonnie and Clyde         | 3:06         | Peter Shukoff, Mike Betette | Lloyd Ahlquist, Peter Shukoff, Zach Sherwin                                   | 17 listopada 2014 | Link |
| Pojedynek między tytułowymi bohaterami dramatu angielskiego wiktoriańskiego dramaturga Williama Shakespeare’a Romeo i Julia, a nieżyjącą parą amerykańskich przestępców Bonnie i Clyde’em. Obsada: Nice Peter jako Romeo Montague; Grace Helbig jako Julia Kapulet; EpicLLOYD jako Clyde Barrow; Hannah Hart jako Bonnie Parker |    |                                              |              |                             |                                                                               |                   |      |
| 48 | 3  | Zeus vs Thor                                 | 3:01         | Forrest Whaley              | Lloyd Ahlquist, Peter Shukoff, Zach Sherwin                                   | 24 listopada 2014 | Link |
| Pojedynek między bogami piorunów: Zeusem z mitologii greckiej i Thorem z mitologii nordyckiej. Odcinek jest wyjątkowo animacją poklatkową z użyciem klocków Lego stworzoną przez specjalizującego się w tego radzaju animacjach Forresta Whaleya prowadzącego osobny kanał na YouTubie. Obsada: Nice Peter jako Zeus; EpicLLOYD jako Thor |    |                                              |              |                             |                                                                               |                   |      |
| 49 | 4  | Jack the Ripper vs Hannibal Lecter           | 3:05         | Peter Shukoff               | Lloyd Ahlquist, Peter Shukoff, Zach Sherwin, Dan Bull                         | 1 grudnia 2014    | Link |
| Pojedynek między seryjnym mordercą aktywnym w Londynie pod koniec XIX wieku Kubą Rozpruwaczem, a fikcyjnym seryjnym mordercą Hannibalem Lecterem. Obsada: Dan Bull jako Kuba Rozpruwacz; EpicLLOYD jako Hannibal Lecter Występy cameo: David Thornhill Jr. Jako Barney Matthews (pracownik zakładu, w którym przetrzymywany jest Hannibal Lecter) |    |                                              |              |                             |                                                                               |                   |      |
| 50 | 5  | Oprah vs Ellen                               | 2:48         | Peter Shukoff               | Lloyd Ahlquist, Peter Shukoff, Zach Sherwin, November Christine, Lauren Flans | 8 grudnia 2014    | Link |
| Pojedynek między amerykańską producentką i aktorką prowadzącą program The Oprah Winfrey Show Oprą Winfrey, a amerykańską artystką komediową i aktorką prowadzącą program The Ellen DeGeneres Show Ellen DeGeneres. Obsada: Lauren Flans jako Ellen DeGeneres; November Christine jako Oprah Winfrey Występy cameo: Atul Singh jako Stedman Graham; EpicLLOYD jako Dr. Phil |    |                                              |              |                             |                                                                               |                   |      |
| 51 | 6  | Steven Spielberg vs Alfred Hitchcock         | 3:58         | Peter Shukoff               | Lloyd Ahlquist, Peter Shukoff, Zach Sherwin, Wax                              | 15 grudnia 2014   | Link |
| Odcinek zaczyna się jako pojedynek między amerykańskim reżyserem Stevenem Spielbergiem, a nieżyjącym angielskim reżyserem Alfredem Hitchcockiem. Do pojedynku dołączają kolejni amerykańscy reżyserowie stając przeciwko wszystkim uczestnikom: Quentin Tarantino i nieżyjący Stanley Kubrick. Każdy reżyser uczestniczący w pojedynku nawiązuje w jakiś sposób do innego amerykańskiego reżysera Michaela Baya przedstawiając jego twórczość jako złe kino nastawione na komercjalizm. W końcu pojawia się sam Michael Bay, który przekonuje wszystkich, że sztuka filmowa powinna być nastawiona przede wszystkim na zysk. Obsada: Nice Peter jako Steven Spielberg i Michael Bay; EpicLLOYD jako Alfred Hitchcock; Wax jako Quentin Tarantino; @rugglesoutbound jako Stanley Kubrick |    |                                              |              |                             |                                                                               |                   |      |
| 52 | 7  | Lewis and Clark vs Bill and Ted              | 2:52         | Peter Shukoff               | Lloyd Ahlquist, Peter Shukoff, Zach Sherwin                                   | 25 maja 2015      | Link |
| Pojedynek między parą dziewiętnastowiecznych amerykańskich podróżników i odkrywców Lewisem i Clarkiem, a parą fikcyjnych podróżników w czasie Billem i Tedem. Obsada: Link Neal jako Meriwether Lewis; Rhett McLaughlin jako William Clark; EpicLLOYD jako Bill S. Preston; Nice Peter jako Ted Logan Występy cameo: Sam Macaroni jako Rufus; Mike Betette jako niedźwiedź; Michelle Maloney jako Sacajawea |    |                                              |              |                             |                                                                               |                   |      |
| 53 | 8  | David Copperfield vs Harry Houdini           | 2:20         | Peter Shukoff               | Lloyd Ahlquist, Peter Shukoff, Zach Sherwin                                   | 8 czerwca 2015    | Link |
| Pojedynek między popularnymi amerykańskimi iluzjonistami: Davidem Copperfieldem i nieżyjącym urodzonym na Węgrzech Harrym Houdinim. Obsada: EpicLLOYD jako Harry Houdini; Nice Peter jako David Copperfield Występy cameo: Dante Cimadamore jako Criss Angel; Josie Ahlquist jako Bess Houdini; Lauren Francesca jako asystentka Copperfielda; Tony Clark jako oficer policji Tony Clark współpracował przy tworzeniu odcinka jako konsultant sztuczek iluzjonistycznych. |    |                                              |              |                             |                                                                               |                   |      |
| 54 | 9  | Terminator vs Robocop                        | 3:08         | Peter Shukoff               | Lloyd Ahlquist, Peter Shukoff, Zach Sherwin                                   | 22 czerwca 2015   | Link |
| Pojedynek między fikcyjnym cyborgiem skrytobójcą i ochroniarzem T-800, a fikcyjnym robotem policjantem RoboCopem. Obsada: Nice Peter jako Robocop; EpicLLOYD jako T-800 |    |                                              |              |                             |                                                                               |                   |      |
| 55 | 10 | Eastern Philosophers vs Western Philosophers | 4:19         | Peter Shukoff               | Lloyd Ahlquist, Peter Shukoff, Zach Sherwin                                   | 22 czerwca 2015   | Link |
| Odcinek zaczyna się jako pojedynek między dwoma trzyosobowymi drużynami filozofów. Żyjący pod koniec XIX wieku Niemiec Friedrich Nietzsche, żyjący przed naszą erą Grek Sokrates i aktywny na początku XVIII wieku Francuz Voltaire reprezentują drużynę filozofów Zachodu, a żyjący przed naszą erą Chińczycy Laozi, Sun Zi i Konfucjusz filozofów Wschodu. Pojedynek kończy się gdy filozofowie z obu drużyn zwracają się przeciwko sobie. Obsada: Nice Peter jako Friedrich Nietzsche; EpicLLOYD jako Sokrates; Zach Sherwin jako Voltaire; Timothy DeLaGhetto jako Sun Zi; MC Jin jako Konfucjusz; KRNFX jako Laozi |    |                                              |              |                             |                                                                               |                   |      |
| 56 | 11 | Shaka Zulu vs Julius Caesar                  | 2:17         | Peter Shukoff               | Lloyd Ahlquist, Peter Shukoff, Zach Sherwin                                   | 22 czerwca 2015   | Link |
| Pojedynek między królem Zulusów z początku XIX wieku Czaką, a przywódcą Republiki rzymskiej Gajuszem Juliuszem Cezarem. Obsada: DeStorm Power jako Czaka; Nice Peter jako Gajusz Juliusz Cezar Występy cameo: Klarity jako impi; EpicLLOYD jako legiony |    |                                              |              |                             |                                                                               |                   |      |
| 57 | 12 | Jim Henson vs Stan Lee                       | 5:31         | Peter Shukoff               | Lloyd Ahlquist, Peter Shukoff, Zach Sherwin                                   | 3 sierpnia 2015   | Link |
| Odcinek zaczyna się jako pojedynek między nieżyjącym amerykańskim lalkarzem i założycielem The Jim Henson Company, a amerykańskim autorem komiksów i wieloletnim prezesem Marvel Comics Stanem Lee. W pewnym momencie Stan Lee przeprasza Hensona i wyraża tęsknotę z powodu jego przedwczesnej śmierci. Obaj godzą się, ale wtedy przeszkadza im nieżyjący amerykański producent filmowy i założyciel Walt Disney Productions Walt Disney, który przypomina obu uczestnikom pojedynku, że posiada prawa do ich własności intelektualnych. Obsada: Nice Peter jako Jim Henson; EpicLLOYD jako Stan Lee; Zach Sherwin jako Walt Disney Występy cameo: Mary Doodles jako animatorzy The Walt Disney Company                                                                               |    |                                              |              |                             |                                                                               |                   |      |

### Dodatkowy odcinek (2015)
| № | Tytuł                 | Czas trwania | Reżyseria     | Scenariusz                                  | Premiera        | Link |
| --- | --------------------- | ------------ | ------------- | ------------------------------------------- | --------------- | ---- |
| 58 | Deadpool vs Boba Fett | 2:47         | Peter Shukoff | Lloyd Ahlquist, Peter Shukoff, Zach Sherwin | 16 grudnia 2015 | Link |
| Pojedynek między fikcyjnymi zamaskowanymi najemnikami: Deadpoolem z Uniwersum Marvela i Boba Fettem z Gwiezdnych wojen. Obsada: Ivan „Flipz” Velez jako Boba Fett; Nice Peter jako głos Boba Fetta; Robert Hoffman jako Deadpool; EpicLLOYD jako głos Deadpoola Występy cameo: Edward Vilderman, Dante Cimadamore, EpicLLOYD i Forrest Whaley jako uliczni bandyci; Nice Peter i EpicLLOYD jako żołnierze Rebelii |                       |              |               |                                             |                 |      |

### Sezon 5 (2016–2017)
| № | #  | Tytuł                                    | Czas trwania | Reżyseria                   | Scenariusz | Premiera             | Link |
| --- | -- | ---------------------------------------- | ------------ | --------------------------- | --- | -------------------- | ---- |
| 59 | 1  | J.R.R. Tolkien vs George R.R. Martin     | 2:48         | Peter Shukoff, Mike Betette | Lloyd Ahlquist, Peter Shukoff, Zach Sherwin; Mike Bettete; Dante Cimadamore; Samantha Kellie                                | 2 maja 2016          | Link |
| Pojedynek między J.R.R. Tolkienem – nieżyjącym angielskim pisarzem znanym ze stworzenia fantastycznego świata Śródziemia – i George’em R.R. Martinem – amerykańskim pisarzem znanym ze stworzenia fantastycznego świata Pieśni lodu i ognia. Obsada: EpicLLOYD jako George R.R. Martin; Nice Peter jako J.R.R. Tolkien Występy cameo: EpicLLOYD jako Mikey Walsh (z filmu Goonies); Ricky Mammone jako Hodor; Rudy Fermin jako Jon Snow; Ceciley Jenkins jako Daenerys Targaryen; Joey Greer jako ludzki wojownik i ork; Sulai Lopez i Shaun Lewin jako elfy; Dante Cimadamore jako John Bonham, John Paul Jones i Jimmy Page |    |                                          |              |                             | |                      |      |
| 60 | 2  | Gordon Ramsay vs Julia Child             | 3:16         | Peter Shukoff               | Lloyd Ahlquist, Peter Shukoff, Zach Sherwin; Mike Bettete; Dante Cimadamore                                                 | 18 maja 2016         | Link |
| Pojedynek sławnych kucharzy prowadzących programy telewizyjne: Szkotem Gordonem Ramsayem i nieżyjącą Amerykanką Julią Child. Obsada: EpicLLOYD jako Gordon Ramsay; Mamrie Hart jako Julia Child Występy cameo: Felicia Folkes, Sulai Lopez, Dante Cimadamore i Mike Betette jako niebieska drużyna z reality show Hell’s Kitchen; Michelle Maloney, Layne Pavoggi, Yev Belilovskiy, Ceciley Jenkins i Jay Houn jako grupa produkcyjna Gordona Ramseya; pies Pebbles |    |                                          |              |                             | |                      |      |
| 61 | 3  | Frederick Douglass vs Thomas Jefferson   | 3:22         | Peter Shukoff               | Lloyd Ahlquist, Peter Shukoff, Zach Sherwin; Mike Bettete; Dante Cimadamore; Samantha Kellie                                | 30 maja 2016         | Link |
| Pojedynek między dziewiętnastowiecznym amerykańskim przywódcą ruchu abolicjonistów Frederickiem Douglassem, a trzecim prezydentem Stanów Zjednoczonych z początku XIX wieku Thomasem Jeffersonem. Motywem przewodnim odcinka jest niewolnictwo w Stanach Zjednoczonych. Obsada: J.B. Smoove jako Frederick Douglass; Nice Peter jako Thomas Jefferson |    |                                          |              |                             | |                      |      |
| 62 | 4  | James Bond vs Austin Powers              | 4:03         | Peter Shukoff               | Lloyd Ahlquist, Peter Shukoff, Zach Sherwin; Mike Bettete; Dante Cimadamore                                                 | 14 czerwca 2016      | Link |
| Odcinek zaczyna się jako pojedynek między fikcyjnym angielskim szpiegiem Jamesem Bondem, a postacią będącą parodią archetypu współczesnego szpiega, Austinem Powersem. Niespodziewanie do pojedynku dołącza oryginalny James Bond, który zamierza zdissować współczesnego Bonda. Obsada: Ben Atha jako James Bond Daniela Craiga; EpicLLOYD jako James Bond Seana Connery; Nice Peter jako Austin Powers Występy cameo: Samantha Kellie, Sulai Lopez i Dante Cimadamore jako zespół Austina Powersa |    |                                          |              |                             | |                      |      |
| 63 | 5  | Bruce Banner vs Bruce Jenner             | 3:32         | Peter Shukoff               | Lloyd Ahlquist, Peter Shukoff, Zach Sherwin; Mike Bettete; Dante Cimadamore; NoShame                                        | 29 czerwca 2016      | Link |
| Pojedynek toczą fikcyjny naukowiec z Uniwersum Marvela Bruce Banner i amerykański lekkoatleta oraz mistrz olimpijski Bruce Jenner. Po pierwszej zwrotce obu uczestników Bruce Banner przemienia się w Hulka, a Bruce Jenner w Caitlyn Jenner. Pojedynek kończy Caitlyn Jenner znacząco dłuższą zwrotką mającą przesłanie dotyczące akceptowania swojej tożsamości. Obsada: Nice Peter jako Bruce Jenner; NoShame jako Caitlyn Jenner; EpicLLOYD jako Bruce Banner; Mike O’Hearn jako Hulk |    |                                          |              |                             | |                      |      |
| 64 | 6  | Alexander the Great vs Ivan the Terrible | 4:29         | Peter Shukoff               | Lloyd Ahlquist, Peter Shukoff, Zach Sherwin; Mike Bettete; Dante Cimadamore                                                 | 12 lipca 2016        | Link |
| Odcinek zaczyna się od pojedynku między starożytnym królem Macedonii Aleksandrem Macedońskim zwanym Wielkim, a żyjącym w XVI wieku pierwszym carem Carstwa Rosyjskiego Iwanem IV Groźnym. Po zwrotce Aleksandra Iwan uznaje swoją przegraną i częstuje przeciwnika napojem, który okazuje się trucizną. Aleksander umiera, ale jego miejsce zajmuje osiemnastowieczny król Prus Fryderyk II Wielki. Po jego zwrotce Iwan ponownie uznaje swoją przegraną i proponuje przeciwnikowi odpoczynek w fotelu. Fryderyk siada, a Iwan chce go udusić garotą, ale ten wcześniej umiera z przyczyn naturalnych. Do zajęcia miejsca Fryderyka szykuje się starożytny przywódca Republiki rzymskiej Pompejusz zwany Wielkim, ale zanim zdąży wyrecytować swoją zwrotkę zostaje ścięty przez osiemnastowieczną carycę Imperium Rosyjskiego Katarzynę II Wielką. Po zwrotce carycy Iwan po raz trzeci uznaje swoją przegraną i proponuje przeciwniczce dar w postaci konia. Katarzyna nie daje się jednak nabrać, ponieważ historia o jej śmierci w trakcie stosunku seksualnego z koniem jest tylko mitem. Po tym caryca recytuje kolejną zwrotkę i kończy pojedynek słowami szach mat, nawiązując do śmierci Iwana Groźnego w trakcie partii szachów. Obsada: Nice Peter jako Iwan IV Groźny; EpicLLOYD jako Fryderyk II Wielki; Zach Sherwin jako Aleksander Macedoński; Meghan Tonjes jako Katarzyna II Wielka; Mike Betette jako Pompejusz Występy cameo: Illjaz Jusufi i Burim Jusufi jako tancerze Katarzyny II |    |                                          |              |                             | |                      |      |
| 65 | 7  | Donald Trump vs Hillary Clinton          | 4:34         | Peter Shukoff               | Lloyd Ahlquist, Peter Shukoff, Zach Sherwin; Mike Bettete; Dante Cimadamore; Kimmy Gatewood; Matteo Iadonisi; Michael Jones | 26 października 2016 | Link |
| Odcinek zaczyna się jako pojedynek między głównymi kandydatami w wyborach prezydenckich w Stanach Zjednoczonych w 2016: Donaldem Trumpem z Partii Republikańskiej i Hillary Clinton z Partii Demokratycznej. Podobnie jak w odcinku nawiązującym do wyborów w 2012 pojedynek przerywa prezydent Stanów Zjednoczonych z XIX wieku Abraham Lincoln, który dissuje Trumpa i rozkazuje Clinton pokonać przeciwnika, po czym wymierza Trumpowi dwa policzki. Obsada: Kimmy Gatewood jako Hillary Clinton; EpicLLOYD jako Donald Trump; Nice Peter jako Abraham Lincoln Występy cameo: Josh Best jako agent United States Secret Service |    |                                          |              |                             | |                      |      |
| 66 | 8  | Ash Ketchum vs Charles Darwin            | 2:24         | Peter Shukoff               | Lloyd Ahlquist, Peter Shukoff, Zach Sherwin; Mike Betette; Dante Cimadamore; Brian Walters                                  | 14 listopada 2016    | Link |
| Pojedynek między fikcyjnym trenerem Pokémonów z serii Pokémon Ashem Ketchumem, a żyjącym w XIX wieku angielskim przyrodnikiem i twórcą Teorii Ewolucji Charlesem Darwinem. Obsada: Brian Walters jako Ash Ketchum; Nice Peter jako Charles Darwin Występy cameo: EpicLLOYD jako Ash Williams; Dante Cimadamore jako James z Zespołu R; Mary Doodles jako Jessie z Zespołu R |    |                                          |              |                             | |                      |      |
| 67 | 9  | Wonder Woman vs Stevie Wonder            | 2:33         | Peter Shukoff               | Lloyd Ahlquist, Peter Shukoff, Zach Sherwin; Mike Betette; Dante Cimadamore                                                 | 28 listopada 2016    | Link |
| Pojedynek między fikcyjną superbohaterką Wonder Woman z Uniwersum DC, a amerykańskim muzykiem Stevie’em Wonderem. Obsada: Lilly Singh jako Wonder Woman; T-Pain jako Stevie Wonder |    |                                          |              |                             | |                      |      |
| 68 | 10 | Tony Hawk vs Wayne Gretzky               | 2:50         | Peter Shukoff               | Lloyd Ahlquist, Peter Shukoff, Zach Sherwin; Mike Betette; Dante Cimadamore                                                 | 12 grudnia 2016      | Link |
| Pojedynek między amerykańskim skaterem Tonym Hawkiem, a kanadyjskim hokeistą Wayne’em Gretzkym. Obsada: Zach Sherwin jako Wayne Gretzky; Nice Peter jako Tony Hawk Występy cameo: EpicLLOYD jako Bobby Orr |    |                                          |              |                             | |                      |      |
| 69 | 11 | Theodore Roosevelt vs Winston Churchill  | 3:09         | Peter Shukoff               | Lloyd Ahlquist, Peter Shukoff, Zach Sherwin; Mike Betette; Dan Bull; Dante Cimadamore                                       | 26 grudnia 2016      | Link |
| Pojedynek między nieżyjącym prezydentem Stanów Zjednoczonych Theodore’em Rooseveltem, a nieżyjącym premierem Wielkiej Brytanii Winstonem Churchillem. Obsada: Dan Bull jako Winston Churchill; EpicLLOYD jako Theodore Roosevelt Występy cameo: Javi Sanchez-Blanco jako John Schrank |    |                                          |              |                             | |                      |      |
| 70 | 12 | Nice Peter vs EpicLLOYD 2                | 3:30         | Peter Shukoff               | Lloyd Ahlquist, Peter Shukoff                                                                                               | 9 stycznia 2017      | Link |
| Drugi pojedynek między twórcami serii Epic Rap Battles of History, Nice Peterem i EpicLLOYDem. Po pojedynku obaj przeciwnicy stwierdzają, że potrzebują przerwy. Obsada: Nice Peterem jako on sam; EpicLLOYD jako on sam Występy cameo (jako oni sami): kamerzysta Jon Na; producent muzyczny Jose „Choco” Reynoso; montażyści Josh Best, Ryan Moulton, Javi Sanchez-Blanco i Andrew Sherman; Sfrustrowany zespół Atul Singh, Matthew Schlissel, Shaun Lewin, Brittany White, Ashlyn McIntyre, Morgan Christensen i Sulai Lopez |    |                                          |              |                             | |                      |      |

### Dodatkowy odcinek (2018)
| № | Tytuł                        | Czas trwania | Reżyseria     | Scenariusz                                                    | Premiera        | Link |
| --- | ---------------------------- | ------------ | ------------- | ------------------------------------------------------------- | --------------- | ---- |
| 71 | Elon Musk vs Mark Zuckerberg | 2:42         | Peter Shukoff | Lloyd Ahlquist, Peter Shukoff, Zach Sherwin, Dante Cimadamore | 9 stycznia 2017 | Link |
| Pojedynek między Elonem Muskiem – południowoafrykańskim przedsiębiorcą technologicznym i założycielem przedsiębiorstw PayPal, SpaceX, Tesla Inc., Neuralink i Boring Company – a Markiem Zuckerbergiem – amerykańskim przedsiębiorcą i twórcą serwisu społecznościowego Facebook. Obsada: EpicLLOYD jako Elon Musk; Nice Peter jako Mark Zuckerberg Występy cameo: EpicLLOYD jako Dianne Feinstein i Jean-Luc Picard |                              |              |               |                                                               |                 |      |

### Sezon 6 (2019–2020)
| № | #  | Tytuł                              | Czas trwania | Reżyseria                     | Scenariusz | Premiera             | Link |
| --- | -- | ---------------------------------- | ------------ | ----------------------------- | --- | -------------------- | ---- |
| 72 | 1  | Freddy Krueger vs Wolverine        | 3:22         | Peter Shukoff                 | Lloyd Ahlquist, Peter Shukoff, Zach Sherwin, Wax, Rich Baker, Dante Cimadamore, Robyn Norris, Chris Turner                   | 20 kwietnia 2019     | Link |
| Pojedynek między Freddym Kruegerem – fikcyjnym antagonistą z serii horrorów Koszmar z ulicy Wiązów – a fikcyjnym superbohaterem Wolverine’em. Obsada: Wax jako Freddy Krueger; EpicLLOYD jako Wolverine Występy cameo: Nice Peter jako Edward Nożycoręki; Atul Singh jako Jason Voorhees |    |                                    |              |                               | |                      |      |
| 73 | 2  | Guy Fawkes vs Che Guevara          | 2:40         | Peter Shukoff                 | Lloyd Ahlquist, Peter Shukoff, Zach Sherwin, Rich Baker, Dante Cimadamore, Robyn Norris, Rob Rico, Chris Turner              | 4 maja 2019          | Link |
| Pojedynek między angielskim zamachowcem z XVII wieku Guyem Fawkesem, nieżyjącym argentyńskim rewolucjonistą Che Guevarą. Obsada: Nice Peter jako Guy Fawkes; Rob Rico jako Che Guevara |    |                                    |              |                               | |                      |      |
| 74 | 3  | Ronald McDonald vs The Burger King | 3:00         | Peter Shukoff                 | Lloyd Ahlquist, Peter Shukoff, Zach Sherwin, Dante Cimadamore, MC Goldiloxx, sponsorzy z Patreona                            | 8 czerwca 2019       | Link |
| Odcinek zaczyna się jako pojedynek między maskotkami sieci restauracji fastfoodowych serwujących hamburgery wołowe: Ronaldem McDonaldem i The Burger Kingiem. Pojedynek kończy się interwencją maskotki sieci Wendy’s, która dissuje obu przeciwników. Obsada: Nice Peter jako Ronald McDonald; EpicLLOYD jako The Burger King; MC Goldiloxx jako Wendy Występy cameo: Atul Singh jako porzucone dziecko |    |                                    |              |                               | |                      |      |
| 75 | 4  | George Carlin vs Richard Pryor     | 4:20         | Peter Shukoff                 | Lloyd Ahlquist, Peter Shukoff, Zach Sherwin, sponsorzy z Patreona                                                            | 14 lipca 2019        | Link |
| Odcinek zaczyna się jako pojedynek między dwoma nieżyjącymi komikami stand upowymi: George’em Carlinem, a Richardem Pryorem. W trakcie odcinka do pojedynku dołączają inni komicy: Bill Cosby, nieżyjąca Joan Rivers i nieżyjący Robin Williams. Obsada: Nice Peter jako George Carlin; ZEALE jako Richard Pryor; Gary Anthony Williams jako Bill Cosby; Jackie Tohn jako Joan Rivers; EpicLLOYD jako Robin Williams |    |                                    |              |                               | |                      |      |
| 76 | 5  | Jacques Cousteau vs Steve Irwin    | 2:39         | Peter Shukoff                 | Lloyd Ahlquist, Peter Shukoff, Zach Sherwin, Rich Baker, Robyn Lynne Norris, Chris Turner, sponsorzy z Patreona              | 18 sierpnia 2019     | Link |
| Pojedynek między nieżyjącymi przyrodnikami i twórcami filmów dokumentalnych: francuskim badaczem mórz, Jacques’em Cousteau i australijskim łowcą krokodyli Steve’em Irwinem. Obsada: EpicLLOYD jako Steve Irwin; Nice Peter jako Jacques Cousteau |    |                                    |              |                               | |                      |      |
| 77 | 6  | Mother Teresa vs Sigmund Freud     | 2:44         | Peter Shukoff, Lloyd Ahlquist | Lloyd Ahlquist, Peter Shukoff, Zach Sherwin, Rich Baker, Cara Francis, Robyn Lynne Norris, Chris Turner, użytkownicy Discord | 22 września 2019     | Link |
| Pojedynek między nieżyjącą albańską świętą zakonnicą Matką Teresa z Kalkuty, a dziewiętnastowiecznym austriackim twórcą psychoanalizy Sigmundem Freudem. Obsada: Cara Francis jako Matka Teresa z Kalkuty; Nice Peter jako Sigmund Freud |    |                                    |              |                               | |                      |      |
| 78 | 7  | Vlad the Impaler vs Count Dracula  | 3:17         | Peter Shukoff, Lloyd Ahlquist | Lloyd Ahlquist, Peter Shukoff, Zach Sherwin, Rich Baker, Carter Deems, Robyn Lynne Norris, Atul Singh, sponsorzy z Patreona  | 25 października 2019 | Link |
| Pojedynek między XV-wiecznym hospodarem wołoskim Władem Palownikiem, a fikcyjnym wampirem Drakulą, którego zainspirował. Obsada: Nice Peter jako Drakula; EpicLLOYD jako Wład Palownik Występy cameo: Morgan Christensen jako Renfield |    |                                    |              |                               | |                      |      |
| 79 | 8  | The Joker vs Pennywise             | 4:02         | Peter Shukoff, Lloyd Ahlquist | Lloyd Ahlquist, Peter Shukoff, Zach Sherwin, Carter Deems, sponsorzy z Patreona                                              | 23 listopada 2019    | Link |
| Pojedynek między dwoma fikcyjnymi czarnymi charakterami, będącymi klaunami: Jokerem z serii komiksów o Batmanie i Pennywise’em z powieści Stephena Kinga To. Obsada: Nice Peter jako Joker; EpicLLOYD jako Pennywise |    |                                    |              |                               | |                      |      |
| 80 | 8  | Thanos vs J Robert Oppenheimer     | 3:22         | Nice Peter, EpicLLOYD         | Lloyd Ahlquist, Peter Shukoff, Zach Sherwin, Carter Deems, sponsorzy z Patreona                                              | 18 grudnia 2019      | Link |
| Pojedynek między postaciami, które stworzyły narzędzie masowej zagłady: Thanosem z komiksów Marvela i nieżyjącym dyrektorem naukowym Projektu Manhattan, Robertem Oppenheimerem. Obsada: Nice Peter jako Robert Oppenheimer; EpicLLOYD jako Thanos |    |                                    |              |                               | |                      |      |
| 81 | 9  | Donald Trump vs. Joe Biden         | 3:48         | Nice Peter, EpicLLOYD         | Lloyd Ahlquist, Peter Shukoff, Frak, sponsorzy z Patreona                                                                    | 24 października 2020 | Link |
| Pojedynek między urzędującym prezydentem Stanów Zjednoczonych z Partii Republikańskiej Donaldem Trumpem, a jego głównym przeciwnikiem w wyborach w 2020 roku Joe Bidenem z Partii Demokratycznej. Obsada: Nice Peter jako Joe Biden; EpicLLOYD jako Donald Trump; Nice Peter jako Abraham Lincoln |    |                                    |              |                               | |                      |      |
| 82 | 10 | Harry Potter vs. Luke Skywalker    | 4:33         | Forrest Whaley                | Lloyd Ahlquist, Peter Shukoff, Zach Sherwin, MC Hammersmith, Sam Irving, sponsorzy z Patreona                                | 5 grudnia 2020       | Link |
| Pojedynek między fikcyjnymi postaciami, które łączą takie cechy wspólne jak młodość, osierocenie, przeznaczenie, rywalizacja z mrocznym panem lub lorderm i władanie magią lub mocą: Harrym Potterem z serii książek i Lukiem Skywalkerem z Gwieznych Wojen. Odcinek jest wyjątkowo animacją poklatkową z użyciem klocków Lego stworzoną przez specjalizującego się w tego radzaju animacjach Forresta Whaleya prowadzącego osobny kanał na YouTubie. Obsada: Nice Peter jako Luke Skywalker; Boyinaband jako Harry Potter; The Jackpot Golden Boys jako Weasleyowie |    |                                    |              |                               | |                      |      |